# Carlos Bousoño
Carlos Bousoño, né le 9 mai 1923 à Boal et mort à Madrid le 24 octobre 2015, est un poète et critique littéraire espagnol.

## Biographie
Il obtient le prix national espagnol de l'essai en 1978, le Prix national espagnol de poésie en 1990 et le Prix Princesse des Asturies en 1995.

## Œuvres
Ses œuvres ne sont pas traduites en français.

### Poésie
- Subida al amor, Hispánica, Adonais, Madrid, 1945.
- Primavera de la muerte, Hispánica, Adonais, Madrid, 1946.
- Hacia otra luz, Ínsula, Madrid, 1952.
- Noche del sentido, Ínsula, Madrid, 1957.
- Poesías completas. Primavera de la muerte, Giner, Madrid, 1960.
- Invasión de la realidad, Espasa-Calpe, Madrid, 1962.
- Oda en la ceniza, El Bardo, Barcelone, 1967 (2e édition : Ciencia Nueva, El Bardo, 1968).
- La búsqueda, Fomento de Cultura, Hontanar, Valence, 1971.
- Al mismo tiempo que la noche, El Guadalhorce, Cuadernos de María Isabel, Malaga, 1971.
- Las monedas contra la losa, Alberto Corazón, éditeur, Madrid, 1973.
- Oda en la ceniza. Las monedas contra la losa, Losada, Buenos Aires, 1975.
- Antología poética (1945-1973)., édition de l'auteur, Plaza & Janés, Barcelone, 1976.
- Selección de mis versos, édition de l'auteur, Cátedra, Madrid, 1980.
- Elegías (a Vicente Aleixandre), avec une préface de l'auteur, La pluma del águila, Valence, 1988.
- Metáfora del desafuero, Visor, Madrid, 1988.
- Oda en la ceniza. Las monedas contra la losa, Édition d'Irma Emiliozzi, Castalia, Madrid, 1991.
- Poesía. Antología 1945-1993, Édition d'Alejandro Duque Amusco, Espasa-Calpe, collection Austral, Madrid, 1993.
- El ojo de la aguja, Tusquets Éditeurs, Barcelone, 1993.
- Primavera de la muerte. Poesías completas (1945-1998), Tusquets Éditeurs, Madrid, 1998.

### Théorie et critique littéraire
- La poesía de Vicente Aleixandre, Éditions Ínsula, Madrid, 1950.
- Seis calas en la expresión literaria española (en collaboration avec Dámaso Alonso), Éditeur Gredos, Madrid, 1951.
- Teoría de la expresión poética, 1952.
- El irracionalismo poético (El Símbolo), 1977.
- Superrealismo poético y simbolización, 1978.
- Épocas literarias y evolución. Edad Media, Romanticismo, época contemporánea, 1981.